# Phyllarachne
Phyllarachne Millidge & Russell-Smith, 1992 è un genere di ragni appartenente alla famiglia Linyphiidae.

## Distribuzione
L'unica specie oggi attribuita a questo genere è stata reperita nel Borneo.

## Tassonomia
A giugno 2012, si compone di una specie:
- Phyllarachne levicula Millidge & Russell-Smith, 1992[3] — Borneo